# Szászvár
Szászvár è un comune dell'Ungheria di 2.466 abitanti (dati 2008) situato nella contea di Baranya, regione Transdanubio Meridionale.